# Meiden van de Herengracht
Meiden van de Herengracht is een dramaserie over het leven van drie carrièrevrouwen in Amsterdam. De serie begon haar eerste seizoen op 2 september 2015 op Net5. De hoofdrollen worden vertolkt door Kim Pieters, Fockeline Ouwerkerk en Sarah Chronis.

## Verhaal
De serie draait om de levens van drie succesvolle vrouwen. Nico Weesenbeek (Pieters) is hoofdredacteur van een succesvol tijdschrift. Het huwelijk met Matthijs (Chris Tates) is uitgeblust en de twee leven gescheiden levens. Op het werk moet ze hevig concurreren met Jorrit van den Heuvel (Oscar Aerts). Op het thuisfront vecht ze tegen haar gevoelens voor de jongere fotograaf Hugo Willems (Kay Greidanus). Wendy Bergman (Ouwerkerk) is een succesvol programmamaakster en is een workaholic. Haar man Steven (Cas Jansen) heeft last van een minderwaardigheidsgevoel. Toch hebben ze een goed huwelijk met elkaar. De derde vriendin is modeontwerpster Hannah Hamel (Chronis). Hamel raakt verwikkeld in een liefdesaffaire met miljardair Gijs Berings (Nasrdin Dchar).

## Rolverdeling

### Hoofdrollen
| Acteur              | Personage           | Opmerkingen        |
| ------------------- | ------------------- | ------------------ |
| Kim Pieters         | Nico Weesenbeek     | Hoofdredactrice    |
| Fockeline Ouwerkerk | Wendy Bergman       | Programmamaakster  |
| Sarah Chronis       | Hannah Hamel        | Modeontwerpster    |
| Chris Tates         | Matthijs Weesenbeek | Hoogleraar         |
| Cas Jansen          | Steven Bergman      | Huisvader/muzikant |
| Nasrdin Dchar       | Gijs Berings        | Miljardair         |
| Kay Greidanus       | Hugo Willems        | Fotograaf          |

### Nevenrollen
| Acteur              | Personage             | Opmerkingen          |
| ------------------- | --------------------- | -------------------- |
| Oscar Aerts         | Jorrit van den Heuvel | Redacteur            |
| Manuel Broekman     | Sil Kooijman          | Programmamaker       |
| Miryanna van Reeden | Jeanet van der Laan   | Redactrice           |
| Jason de Ridder     | Peter Holing          | assistent van Hannah |

### Gastrollen
op alfabetische volgorde
- Vivienne van den Assem als modeontwerpster Reina Borst
- Ian Bok als Dr. Diederik Lorentz
- Tina de Bruin als Christine Franken
- Hajo Bruins als Simon Wagenmakers
- Lara Coret als schoenenverkoopster
- Charlie Curilan als Mr. Morimoto
- Nhung Dam als Rebecca
- Carolina Dijkhuizen als lerares Tamara Tekker
- Tijn Docter als Roderick de Kantelaer
- Diederik Ebbinge als soapregisseur
- Arjan Ederveen als modeontwerper Dominique Pisani
- Mark van Eeuwen als soapacteur Billy
- Renée Fokker als fotografe Patty de Looyer
- Eva Van Der Gucht als secretaresse Ellen Bolting
- Mattijn Hartemink als Martin Madsen
- Sergio Hasselbaink als Winston Lapaz
- Michiel de Jong als Laurens Verbeek
- Victoria Koblenko als Fleur Rousseau
- Debbie Korper als moeder van Wendy
- Jasper Langelaan als Harry
- Sanne Langelaar als Amber Wellink
- Petra Laseur als Johanna de Deugd
- Eva Laurenssen als voormalig au pair Gloria Santos
- Bo Maerten als Isabelle de Bruin
- Sijtze van der Meer als politieagent
- Marian Mudder als Judith Kramer
- Airen Mylene als zichzelf
- Anousha Nzume als Pauline Hayatou
- Pip Pellens als Sascha Winters
- Bert Simhoffer als kroegbaas
- Ineke Veenhoven als gereformeerde dame
- Peggy Vrijens als Els de Waal
- Mylene Waalewijn als Tessa de Waal
- Sanne Wallis de Vries als Karin Bloemaerts
- Juvat Westendorp als Dylan de Wever